# 宮咲あかり
宮咲 あかり（みやざき あかり、11月7日 - ）は、日本の女性声優、歌手。神奈川県出身。月虹所属。歌手活動の名義は『miA』。

## 略歴
横浜国立大学教育人間科学部卒業。小・中・高等学校の教諭免許（中高は国語科）を取得している。
2017年、声優事務所の入所試験を受け合格し、エスエスピーに所属。同年10月、ドラマCD『DUEL!』にて声優としてデビューした。
2021年9月末にエスエスピーを退所。10月から一時フリーで活動したのち、12月19日より月虹（ジョイントオフィス制作1部）に所属。

## 出演

### テレビアニメ
2018年
- コマンダークラーク（マルジェ）
- 京都寺町三条のホームズ（女性）

2019年
- ノブナガ先生の幼な妻（女生徒）
- 超可動ガール1/6

2020年
- みっちりわんこ!あにめ〜しょん（ラッキー）
- かえるのピクルス - きもちのいろ -（あかりのママ）

2021年
- バトルアスリーテス大運動会 ReSTART!（ウェンディ）
- 真の仲間じゃないと勇者のパーティーを追い出されたので、辺境でスローライフすることにしました（女性客）

2022年
- ブラック★★ロックシューター DAWN FALL（エンプレスのハンドガン、街頭広告）
- プリマドール（山衛華）
- ピーター・グリルと賢者の時間 Super Extra（雌ゴブリンたち）

2023年
- 異世界ワンターンキル姉さん 〜姉同伴の異世界生活はじめました〜（住民）

2024年
- 名湯『異世界の湯』開拓記 〜アラフォー温泉マニアの転生先は、のんびり温泉天国でした〜（ルイルイ）
- じいさんばあさん若返る（幼い義明、お客の婆さんA、クラスメイト）
- モブから始まる探索英雄譚（ベルリア〈小〉 / ベルリア）
- 魔王様、リトライ!R（ケーキ）

2025年
- 阿波連さんははかれない season2（生徒）

### 劇場アニメ
- グリザイア：ファントムトリガー THE ANIMATION（2019年、女の子） [16]

### Webアニメ
- 消費者庁「知ろう！考えよう！食べ物と放射性物質」(2020年、アンちゃん、ゼンちゃん ナレーション) [17]

### ゲーム
- 螢幕判官 Behind The Screen（2018年、幼稚園の先生） [18]
- ファントム オブ キル（2018年、モラルタ） [19]
- ロボットガールズZ ONLINE（2020年、カっちゃん） [20]
- 帝国サーガ～三国戦国ごちゃまぜの乱世～（2021年、小喬、黄月英、ほか） [21]
- アズールレーン（2024年、ローダシュー）

### 吹き替え
- 齢5000年の草食ドラゴン、いわれなき邪竜認定 season2（2024年、市民）

### ボイスコミック
- ずぅねこ～とくがわ東どうぶつ園日記（2020年、園長猫、兄） [7]

### ラジオ
- 文化放送「超！A&G＋」『今泉P Presents ファンキルの今夜も絶！好調』 [22]
- いちはらFM「レディオアニメ！サウンドパーティー」[7]
- いちはらFM「FMDJオンエアーバトル！サウンドカフェ」 [7]

### イベント
- 秋の日本酒文化祭！2020オンライン 「萌酒ボックスの日本酒トーク」 [23]
- ファントムオブキル 「ファンキー DE ルンルンスクール ２月号」 [24]

### 映像
- CRリング 終焉の刻（女子高生） [7]
- 仮面ライダーゼロワン [7]
- AKB48主演huluオリジナルドラマ「crow's blood」[7]
- 東京MX「東京オーディション(仮)」 [7]
- ドラレコ霊[25]